# منصور نصیری
منصور نصیری پژوهشگر کلام، فلسفه دین و اخلاق و دانشیار دانشکدگان فارابی دانشگاه تهران است. او برای نگارش کتاب روش‌شناسی علم و الهیات، برگزیده یازدهمین دوره کتاب سال دانشجویی ۱۳۸۳ و نیز هفتمین دوره کتاب سال حوزه شد. همچنین برای نگارش کتاب خداباوری تبیینی، بررسی دیدگاه ریچارد سوینبرن، حائز رتبۀ شایسته تقدیر در کتاب سال حوزه شد.
همچنین در دومین هم‌اندیشی ایده‌های برتر در پایان‌نامه‌های ممتاز دین‌پژوهی، موفق به کسب عنوان اول در رشته فلسفه و کلام شد.
نصیری دارای تحصیلات حوزوی تا سطح خارج است و همه مقاطع تحصیلی را در مؤسسه امام خمینی گذرانده‌است.

## کتاب‌ها

### تألیف
- روش‌شناسی علم و الهیات: بررسی و نقد دیدگاه ننسی مورفی، منصور نصیری، قم: انتشارات مؤسسه آموزشی و پژوهشی امام خمینی، تابستان ۱۳۸۳
- پرسمان مدرنیسم و پست‌مدرنیسم، منصور نصیری، قم: مرکز مدیریت حوزه علمیه قم، ۱۳۸۵
- راه صفا در پی مصطفی (جوان و الگوهایی از اخلاق نبوی)، منصور نصیری، قم: صهبای یقین، ۱۳۸۶
- جلوه‌ای از قرآن: ترجمه، تجزیه و ترکیب جزء ۲۹ قرآن کریم، منصور نصیری، انتشارات نهاوندی، چاپ پنجم، ۱۳۸۰
- باورهای دینی، تألیف با همکاری مشترک، قم: مؤسسه آموزشی و پژوهشی امام خمینی، ۱۳۸۶
- تبیین در فلسفه علم، انتشارات دانشگاه تهران، ۱۳۹۴
- استنتاج بهترین تبیین، بررسی دیدگاه پیتر لیپتون، قم: انتشارات پژوهشگاه علوم و فرهنگ اسلامی
- دفاع تبیینی از خداباوری بررسی دیدگاه ریچارد سوینبرن، پژوهشگاه علوم و فرهنگ اسلامی

### ترجمه
- سیاحت اندیشه در سپهر دین، محمد لگنهاوسن، ترجمه مشترک با گروهی از مترجمان؛ قم: مؤسسه آموزشی و پژوهشی امام خمینی
- جستارهایی در روانشناسی اخلاق، مجموعه مقالات، ترجمه منصور نصیری، قم: دفتر نشر معارف، ۱۳۸۴
- فلسفه علم، انتشارات علمی فرهنگی، تهران، ۱۳۹۱
- خصائص نسائی، در حال چاپ در انتشارات علمی فرهنگی، تهران.
- جستارهایی در الهیات اجتماعی، محمد لگنهاوسن، نشر هرمس

## مقاله‌ها

### تألیف
- نگاهی به برخی از دلایل معتقدان به سکولاریسم، رواق اندیشه ش۱۲، (سال ۲ آذر ۱۳۸۱)، ص ۵۵–۶۶.
- نگاهی به دیدگاه علامه طباطبایی دربارهٔ اسلام و اجتماع، رواق اندیشه ش ۱۴ (بهمن ۱۳۸۱)، ص ۳۵–۵۲.
- نگاهی به نظریه رشد اخلاقی کالبرگ، معرفت آذر ۱۳۸۷ - شماره ۱۳۲ (۱۰ صفحه - از ۱۲۵ تا ۱۳۴).
- اصحاب کهف، مقاله برای دائرةالمعارف قرآن، مرکز فرهنگ و معارف قرآن، قم.
- نظام طبقات اجتماعی در آیین هندو، چاپ در مجله هفت آسمان شماره ۳۰.
- زبان دین در تفکر فلسفی ملاصدرا، چاپ شده در مجله معرفت اردیبهشت ۱۳۸۶ - شماره ۱۱۳ (۲۲ صفحه - از ۳۱ تا ۵۲).
- مدرنیسم، مجله صباح ش ۵–۶، ص۵–۲۲.
- علم و دین از دیدگاه مورفی ننسی، در: معرفت، بهمن ۱۳۸۱ - شماره ۶۲» (۱۱ صفحه - از ۴۲ تا ۵۲).
- الهیات در عصر استدلال علمی، در: ضمیمه خردنامه همشهری، شماره ۲۵، (۲۴ تیر ۱۳۸۳).
- خاتمیت (۱) و (۲) (۲ مقاله) در کتاب: درآمدی بر مبانی اندیشه اسلامی، انتشارات مؤسسه آموزشی و پژوهشی امام خمینی، ۱۳۸۱، ۱۳۱–۱۷۱.
- زمینه‌های تاریخی و سیر اندیشه اصلاح‌گرایی دینی سید جمال‌الدین اسدآبادی، معرفت ش ۵۱ ص ۶۶–۷۶.
- مؤلفه‌هایی از اخلاق اجتماعی پیامبر اکرم (ص)، در: اخلاق، تابستان ۱۳۸۶ - شماره ۸» (۴۲ صفحه - از ۵۴ تا ۹۵).
- تأملی در بحث خودگرایی و دگرگرایی، در: نقد و نظر، ش ۳۱–۳۲.
- نومن و فنومن در فلسفه کانت، در: نقد و نظر ش، ۴۹–۵۰، ص ۷۵–۹۸.
- نقد و بررسی مقاله نسبت دین و رسانه در دنیای مدرن، چاپ شده در روزنامه رسالت چهارشنبه ۲۴ بهمن ۱۳۸۰.
- عقل و ایمان از دیدگاه کالوین، در کتاب ایمان در سپهر ادیان، قم: مؤسسه صهبای یقین، ۱۳۸۵.
- برهان وجودی آنسلم، در نقد و نظر، ش ۵۳، ص ۲–۳۴.
- نگاهی به یک ترجمه، در: مجله پژوهش، ش ۱، مؤسسه آموزشی پژوهشی امام خمینی.
- نفس و بدن از نظر علامه طباطبایی، نقد و نظر، ش ۵۹، ص ۱۵۱–۱۷۷.
- و....